# Haemophilus parahaemolyticus
Espèce
Haemophilus parahaemolyticus est une espèce de bactéries gram-négatives de la famille des Pasteurellaceae.

## Taxonomie
Le nom correct complet (avec auteur) de ce taxon est Haemophilus parahaemolyticus Pittman 1953.

### Étymologie
L'étymologie de cette espèce Haemophila parahaemolyticus: Gr. prep. para, à côté, proche, comme; N.L. masc. adj. haemolyticus, épithète spécifique; N.L. masc. adj. parahaemolyticus, ressemblant à (Haemophilus) haemolyticus .